# Cha Jong-hyok
Cha Jong-hyok (* 25. September 1985 in Pjöngjang) ist ein ehemaliger nordkoreanischer Fußballspieler.

## Karriere
Auf Vereinsebene spielte Cha bis 2010 in der Fußballliga der Demokratischen Volksrepublik Korea für die Sportgruppe Amrokgang, bestritt jedoch keine internationalen Vereinsspiele. Im Sommer 2010 wechselte er zum Schweizer Zweitligisten FC Wil, bei dem mit Kim Kuk-jin bereits ein weiterer Nordkoreaner unter Vertrag stand. In Wil entwickelte sich Cha zu einem Publikumsliebling. Im Sommer 2015 verliess Cha die Wiler.
In den Kreis der Nationalspieler rückte der Abwehrspieler 2005 vor und absolvierte unter anderem einen Einsatz in der Qualifikation für die Weltmeisterschaft 2006. Im selben Jahr stand er auch im Aufgebot der Finalrunde bei der Ostasienmeisterschaft 2005 und belegte dort den dritten Platz. Mit der Finalrunde 2008 und Qualifikationsrunde 2010 schlossen sich zwei weitere, weniger erfolgreiche, Teilnahmen an der Ostasienmeisterschaft an. 2007 stand er mehrfach für die nordkoreanische U-23-Auswahl in der Qualifikation für die Olympischen Spiele 2008 auf dem Platz, scheiterte mit dem Team aber in der letzten Qualifikationsrunde.
In der erfolgreichen Qualifikation für die WM 2010 bildete Cha gemeinsam mit Ri Jun-il, Pak Nam-chol und Ri Kwang-chon die Abwehrreihe, die in den 14 Partien der 2. und 3. Qualifikationsrunde 10-mal ohne Gegentreffer blieb und damit die Basis für den Erfolg bildete. Bei der Weltmeisterschaft 2010 in Südafrika stand er als rechter Verteidiger in allen drei Partien in der Startaufstellung, das Team schied mit drei Niederlagen bereits in der Vorrunde aus.
Auch an den Asienmeisterschaften 2011 in Katar und 2015 in Australien, bei denen Nordkorea ebenfalls jeweils in der Vorrunde ausschied, nahm er aktiv teil.
Nach seiner 2015 erfolgten Rückkehr in die Heimat beendete Cha 2021 seine Karriere.